# Атмис (село)
Атмис — село Нижнеломовского района Пензенской области. Административный центр Атмисского сельсовета.

## География
Находится в северо-западной части Пензенской области на расстоянии приблизительно 14 км на восток-юго-восток по прямой от районного центра города Нижний Ломов.

## История
Основано в середине XVII века пешими казаками городовой службы города Нижнего Ломова. В конце XVII века часть служилых людей переведены на другие места службы в связи с завоеванием Азова. В 1710 году в селе имелись Рождественская церковь, 47 солдатских дворов и 1 помещичий. Позже село стало помещичьим. В 1785 году из помещиков показаны Петр Александрович Борноволоков (67 ревизских душ). В 1837 году построена каменная Рождественская церковь. В 1877 году — волостной центр Нижнеломовского уезда, церковно-приходская школа, 17 лавок, синильня, 4 постоялых двора, 21 маслобойня (конопляное масло), базар по субботам. В 1912 году появилось 2 пенькотрепальных завода. В 1911 году 2 школы, народная библиотека, 611 дворов, водяная мельница, 3 валяльных заведения, овчинное заведение, синильня, 7 кузниц, 2 кирпичных сарая, пекарня, трактир, 13 лавок. В 1939 году колхозы имени Горького и «Социалистический штурм». В 1955 году — колхоз имени Горького. В 1996 году в селе стадион, дом культуры, природный газ. В 2004 году-360 хозяйств.

## Население
Численность населения: 328 человек (1710 год), 277 (1718), 2511 (1864), 2395 (1877), 3356 (1897), 3657 (1911), 3392 (1926), 2803 (1939), 1567 (1959), 1405 (1970), 1199 (1979), 975 (1989), 854 (1998). Население составляло 746 человек (русские 97 %) в 2002 году, 683 — в 2010.